# جورج دبليو. كولينز
جورج دبليو. كولينز (بالإنجليزية: George W. Collins)‏ هو سياسي أمريكي، ولد في 5 مارس 1925 في شيكاغو في الولايات المتحدة، وتوفي بنفس المكان في 8 ديسمبر 1972. حزبياً، نشط في الحزب الديمقراطي. وقد انتخب عضو مجلس النواب الأمريكي عن دائرة Illinois's 6th congressional district ‏ (3 نوفمبر 1970 – 8 ديسمبر 1972).